# 西岭山系
西岭山系坐落在中华人民共和国广西壮族自治区贺州市富川瑶族自治县，属庞岭余脉。

## 概况
西岭山系崛起于富川瑶族自治县、恭城瑶族自治县之间，形状如同屏障，俗称“西屏山”。西岭山系从西北部湖南省江永县迤逦进入富川瑶族自治县，南北长36千米，东西宽17.4千米，面积246平方千米，主峰在凤溪山的北卡顶，高1857.1米，是富川瑶族自治县境内最高峰，山顶和恭城瑶族自治县交界。

## 主要山峰
西岭山系的主要山峰有：鸟源山、石鼓山、新头源山、猪母源山、南源山、神源山、大源山、小源山、二九山、凤溪山、大围山、都溪山、洋溪山、白水源山、涝溪山、牛塘山、大湾山等。

## 动植物
西岭山系是广西壮族自治区水源林保护区之一，面积36.9万亩。境内，主要珍稀动物有：黄腹角雉、豹、猕猴、水鹿、红腹锦鸡、穿山甲、白鹇、林麝、鬣羚（苏门羚）、印度野牛（亚洲野牛）等。

## 河川
西岭山系蕴藏丰富的水力资源，鸟源河、石鼓河、大源河、凤溪河、大围河、大洋溪、小洋溪、白水源河、淮南河、长溪江等河流都发源于西岭山系，它们径流短，长度在6千米至12千米，集雨面积200多平方千米。

## 旅游
西岭山系的“层峦耸翠”和“山泉飞瀑”是古代富川瑶族自治县的八景之二景。